# Francisco Fábregas Mas
Francisco Fábregas Mas (Barcelona, 1857-Barcelona, 1933) fue un médico, académico y político español, diputado en las Cortes Españolas durante la Restauración.
Licenciado en Medicina por la Universidad de Barcelona en 1880, trabrajó como cirujano en Granollers y Olot. Fue presidente de la Academia de Ciencias Médicas y de la Salud de Cataluña y Baleares (1912-1913) y del Real Automóvil Club de Cataluña (1913-1918). En el ámbito político, en las elecciones generales de 1918 resultó elegido diputado por el distrito electoral de Olot dentro de la candidatura de la Lliga Regionalista. A su muerte, donó su biblioteca a la Academia, las obras de Derecho a la Universidad de Barcelona y su pinacoteca al Museo Nacional de Arte de Cataluña (MNAC).